# Medalla del Servei Distingit a la Marina
La Medalla al Servei Distingit de la Marina (anglès: Navy Distinguished Service Medal) és una condecoració militar de la Marina i del Cos de Marines dels Estats Units que es va crear per primera vegada el 1919 i es lliura als mariners i marines per reconèixer un servei distingit i excepcionalment meritori als Estats Units mentre serveixen en un deure o càrrec de gran responsabilitat.
La Medalla al Servei Distingit de la Marina és equivalent a la Medalla del Servei Distingit a l'Exèrcit, la de les Forces Aèries i Espacials i la de la Guàrdia Costanera. La Medalla al Servei Distingit de la Marina era originalment superior a la Creu de la Marina, fins a l'agost de 1942, quan es va invertir la precedència de les dues condecoracions. Actualment, es porta després de la Medalla del Servei de Defensa Distingit i abans de la Medalla de l'Estrella de Plata

## Història
A l'inici de la Primera Guerra Mundial, el Departament de la Marina tenia la Medalla d'Honor com a única condecoració per reconèixer l'heroisme. Per reconèixer actes mereixedors de reconeixement, però a un nivell inferior al requerit per a la Medalla d'Honor, es van crear mitjançant la Llei Pública 253 4 de febrer de 1919 la Medalla al Servei Distingit de la Marina i la Creu de la Marina. La llei va fer que el premi fos retroactiu al 6 d'abril de 1917.
El primer atorgament de la condecoració va ser una presentació pòstuma al general de brigada Charles A. Doyen, USMC, el 13 de març de 1919. Originalment superior a la Creu de la Marina, la Medalla al Servei Distingit de la Marina va assumir el seu lloc actual per sota de la Creu de la Marina per una acció del Congrés el 7 d'agost de 1942.

## Criteris
La Medalla al Servei Distingit de la Marina s'atorga als membres de la Marina o del Cos de Marines que es distingeixen per un servei excepcionalment meritori al govern dels Estats Units en un deure de gran responsabilitat.  Per justificar aquesta condecoració, el compliment excepcional del deure ha de ser clarament superior al que normalment s'espera i contribuir a l'èxit d'un comandament o projecte important. Generalment, la Medalla al Servei Distingit s'atorga als oficials dels comandaments principals al mar o al camp de batalla, el servei dels quals és de manera que justifica el premi. Tanmateix, això no impedeix l'atorgament de la Medalla al Servei Distingit de la Marina a qualsevol individu que compleixi els requisits de servei.  El terme "gran responsabilitat" implica una responsabilitat militar superior, i la condecoració normalment només s'atorga als oficials superiors de la Marina i als oficials generals del Cos de Marines, o a càrrecs reclutats extremadament alts, com ara el Mestre Suboficial en Cap de la Marina o el Sergent Major del Cos de Marines. En casos excepcionals, també s'ha atorgat als capitans de la Marina i als coronels del Cos de Marines, normalment aquells que ocupen càrrecs de responsabilitat significativa en suport directe d'oficials superiors de la Marina i generals, i només per excepció (normalment a la jubilació).

## Disseny
La Medalla al Servei Distingit de la Marina és un medalló de bronze daurat de 32 mm de diàmetre.
L'anvers de la medalla representa una àguila calba americana al centre mostrant les seves ales. L'àguila sosté una branca d'olivera a la urpa dreta i fletxes a les urpes esquerra. L'àguila està envoltada per un anell esmaltat blau amb les paraules • UNITED • STATES • OF • AMERICA • (Estats Units d'Amèrica) a la part superior i • NAVY • (Marina) a la part inferior. Al voltant de l'anell d'esmalt blau hi ha una vora daurada d'ones en espiral que es mouen en sentit horari. La medalla està coronada per una estrella blanca de cinc puntes, apuntant cap amunt, les puntes de l'estrella amb boles d'or. Al centre de l'estrella hi ha una àncora blava, mentre que els raigs daurats irradien entre els braços de l'estrella. L'àliga és l'àliga calba americana, que simbolitza els Estats Units, mentre que les onades al·ludeixen al servei naval (igual que l'estrella). La branca d'olivera i les fletxes es refereixen al servei distingit tant en temps de pau com de guerra. L'estrella indica el servei militar, i l'àncora indica el servei realitzat en servei de la marina.
El revers de la medalla representa un trident envoltat d'una corona de llorer. La corona està envoltada per un anell d'esmalt blau que conté la inscripció FOR DISTINGUISHED SERVICE  (PEL SERVEI DISTINGUIT). Igual que l'anvers, l'anell d'esmalt blau del revers està envoltat d'ones en voluta. El trident simbolitza l'autoritat de Posidó, el déu grec del mar que tenia poder per causar terratrèmols. El trident també simbolitza el servei naval, de la mateixa manera que les onades que envolten l'anell. La corona de llorer representa l'èxit.
La suspensió i la cinta de servei de la medalla són de color blau marí amb una sola franja central groga (els colors de la Marina dels Estats Units). Els guardons addicionals de la Medalla al Servei Distingit de la Marina es denoten amb estrelles d'or i plata de 5/16 polzades que es porten a la suspensió i la cinta de servei de la medalla.

## Receptors notables
- Jeremy Michael Boorda (amb 2 estrelles d'or)
- Omar Bradley
- Dwight D. Eisenhower
- Charles W. Dyson
- Thomas Edison
- Daniel V. Gallery
- Roy Alexander Gano
- John L. Hall, Jr.
- William F. Halsey, Jr. (amb 3 estrelles d'or)
- H. Kent Hewitt
- Frank B. Kelso II (amb 2 estrelles d'or)
- Ernest J. King (amb 2 estrelles d'or)
- Douglas MacArthur
- Mildred H. McAfee
- Joseph V. Medina
- Michael Mullen (amb 1 estrella d'or)
- Hyman G. Rickover
- Chester W. Nimitz (amb 3 estrelles d'or)
- Eli Thomas Reich (amb 1 estrella d'or)
- Harry Schmidt (amb 2 estrelles d'or)
- David W. Taylor
- Patricia A. Tracey
- Pedro del Valle
- Alexander Vandegrift
- Theodore S. Wilkinson
- Elmo Zumwalt (amb 2 estrelles d'or)
- Andrew Browne Cunningham, Royal Navy